# Edward Herman
Pour les articles homonymes, voir Herman.
Edward S. Herman, né le 7 avril 1925 et mort le 11 novembre 2017, est un économiste et observateur américain des médias spécialisé dans les rapports entre les grands groupes de presse et les questions politico-économiques.
Il a été professeur émérite en finance de la Wharton School. Il a enseigné également à l’Annenberg School for Communication de l'université de Pennsylvanie. Il a obtenu son Ph.D en 1953 à Berkeley. 

## Essais
Edward Herman a notamment coécrit avec Noam Chomsky La Fabrication du consentement, livre de 1988 dans lequel est décrit et illustré un modèle de propagande appliqué aux médias de masse américains.
Son ouvrage Génocide et propagande : L'instrumentalisation politique des massacres (titre original « The Politics of Genocide », 2010), co-écrit avec le journaliste David Peterson, et préfacé par Noam Chomsky, porte sur l'utilisation politique du mot génocide par les puissances occidentales pour qualifier de génocides de façon discriminante crimes de guerre et massacres uniquement lorsqu'ils ne sont pas commis par ces mêmes puissances. L'ouvrage porte sur plusieurs pays, entre autres le Cambodge, le Rwanda et la Bosnie. Sur le Rwanda, les auteurs affirment que la grande majorité des victimes en 1994 étaient des Hutus (page 58 de l'édition anglaise) et que les forces armées du FPR dirigées par Paul Kagame sont les auteurs principaux de ces tueries (page 51). George Monbiot, éditorialiste du journal The Guardian qualifia l'ouvrage de « déni de génocide » et de « révisionnisme » entraînant un droit de réponse des deux auteurs . Monbiot fit appel sur son blog personnel à plusieurs spécialistes des génocides et de l'histoire de l'Afrique qui ont estimé que cette analyse ne tient aucun compte des travaux effectués depuis vingt ans sur les événements du Rwanda et qu'elle constitue un cas manifeste de négationnisme du génocide des Tutsis du Rwanda.
Précédemment, dans un ouvrage consacré au massacre de Srebrenica, Herman a, toujours selon Monbiot, non seulement contesté la qualification de génocide retenue par le TPCY mais aussi, selon Conspiracy Watch en 2017, prétendu, nonobstant les innombrables preuves médico-légales recueillies sur place par les enquêteurs de l'ICMP, que le nombre de morts n'excédait pas 800 au lieu des 8000 habituellement acceptés par la plupart des sources jugées sérieuses. À ce genre de critiques, Herman et David Peterson répondaient en 2011,  avoir cherché à établir les faits exacts.  

## Œuvres

### en anglais
- 1968 : Principles And Practices Of Money And Banking
- 1968 : The Great Society Dictionary
- 1973 : Counter-Revolutionary Violence - Bloodbaths in Fact & Propaganda (avec Noam Chomsky)
- 1979 : The Political Economy of Human Rights, Volume I: The Washington Connection and Third World Fascism (avec Noam Chomsky)
- 1979 : The Political Economy of Human Rights, Volume II: After the Cataclysm: Postwar Indochina and the Reconstruction of Imperial Ideology (avec Noam Chomsky)
- 1981 : Corporate Control, Corporate Power: A Twentieth Century Fund Study
- 1982 : The Real Terror Network
- 1984 : Demonstration Elections (avec Frank Brodhead)
- 1986 : The Rise and Fall of the Bulgarian Connection (avec Frank Brodhead).  (ISBN 0-940380-06-4).
- 1988 : Manufacturing Consent:The Political Economy of the Mass Media (avec Noam Chomsky). Édition revue en 2002
- 1990 : The "Terrorism" Industry  (ISBN 978-0-679-72559-6)
- 1992 : Beyond hypocrisy : decoding the news in an age of propaganda : including A doublespeak dictionary for the 1990s  (ISBN 0-89608-436-1)
- 1995 : Triumph of the Market
- 1997 : The Global Media (avec Robert McChesney)  (ISBN 0-304-33433-2)
- 1999 : The Myth of The Liberal Media: An Edward Herman Reader
- 2010 : The Politics of Genocide (avec David Peterson)

### en français
- Economie politique des droits de l'homme : La Washington connection et le fascisme dans le Tiers monde [« The Political Economy of Human Rights, Volume I: The Washington Connection and Third World Fascism »], Albin Michel, 1981, 475 p. (ISBN 978-2-86297-052-3)

- La Fabrication du consentement : De la propagande médiatique en démocratie [« Manufacturing Consent »] (trad. de l'anglais), Marseille, Agone, 2008, 653 p. (ISBN 978-2-7489-0072-9)

- Génocide et propagande : L'instrumentalisation politique des massacre [« The Politics of Genocide »], Montréal (Québec)/Arles, Lux, 2012, 177 p. (ISBN 978-2-89596-130-7)